# Mika Wickinger
Mika Wickinger (...) è un giocatore di football americano tedesco che milita nel ruolo di wide receiver nei New Yorker Lions.